# Uhrzeiger

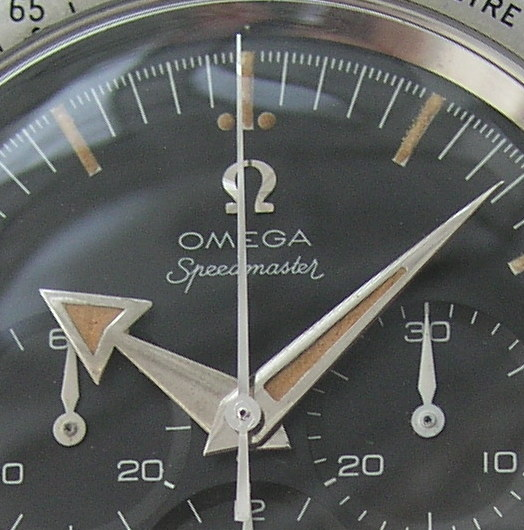
Chronograph von Omega mit fünf Uhrzeigern

Ein Uhrzeiger (Uhrweiser) ist ein Stab, der auf dem Zifferblatt einer Analoguhr die Stunden, Minuten und gelegentlich auch die Sekunden anzeigt. Zeiger finden Verwendung an bestimmten Analoguhren wie Turm-, Wand-, Stock-, Armband- oder Taschenuhren.

## Eigenschaften
Zeigeruhren gab es ursprünglich als Einzeigermodelle, ab 1700 wurden Mehrzeigeruhren entwickelt. In der Regel gibt der längere, dünnere Zeiger die Minuten und der kürzere, dickere die Stunden an. Ein Sekundenzeiger ist meist noch länger und dünner als der Minutenzeiger. Die im Jahr 2013 längsten Uhrzeiger der Welt befinden sich in der Turmuhr des Abraj Al Bait Towers mit einer Länge von bis zu 17 Metern.
Uhrzeiger sind am in der Mitte der Uhr befindlichen Ende durchlöchert und auf einer Weiserstange montiert. Zuunterst der Stundenzeiger und darauf der Minutenzeiger, mit einer kleinen Platte bedeckt, damit sie sich nicht erheben und herausspringen können. Sie haben einen kleinen Spielraum, sodass sie sich leichtgängig über das Zifferblatt bewegen können und man ihre Position beim Stellen der Uhr mit Hilfe eines Stellrades verändern kann.
Die Formen und Ausführungen von Uhrenzeigern sind vielgestaltig, mit variierender Finissage. Nachfolgend sind nur einige klassische Zeigerformen und -varianten aufgeführt:
- Stabzeiger (franz. bâton für „Stab“)
  - Bátons forts
  - Bátons étroits
  - Bátons extra-minces
- Lanzettzeiger (franz. feuille für „Blatt“)
- Pfeilzeiger (franz. flèche für „Pfeil“)
  - Flèches et Cathédrales Roskopf
- Schwertzeiger (franz. dauphine für „Thronerbin“)
- Breguetzeiger (franz. pomme für „Apfel“)
  - Breguet Roskopf
  - Breguet Antique
  - Breguet Empire
- Spatenzeiger (franz. poire für „Birne“)
  - Poires anglaises
  - Poires Roskopf
  - Poires américaines
- Lilienzeiger (franz. fleur-de-lys für „Lilie“)
- Modernes
- Hirondelles

Seit der Renaissance der mechanischen Uhr nach der Quarzkrise sind neue Varianten von Zeigern entwickelt worden.

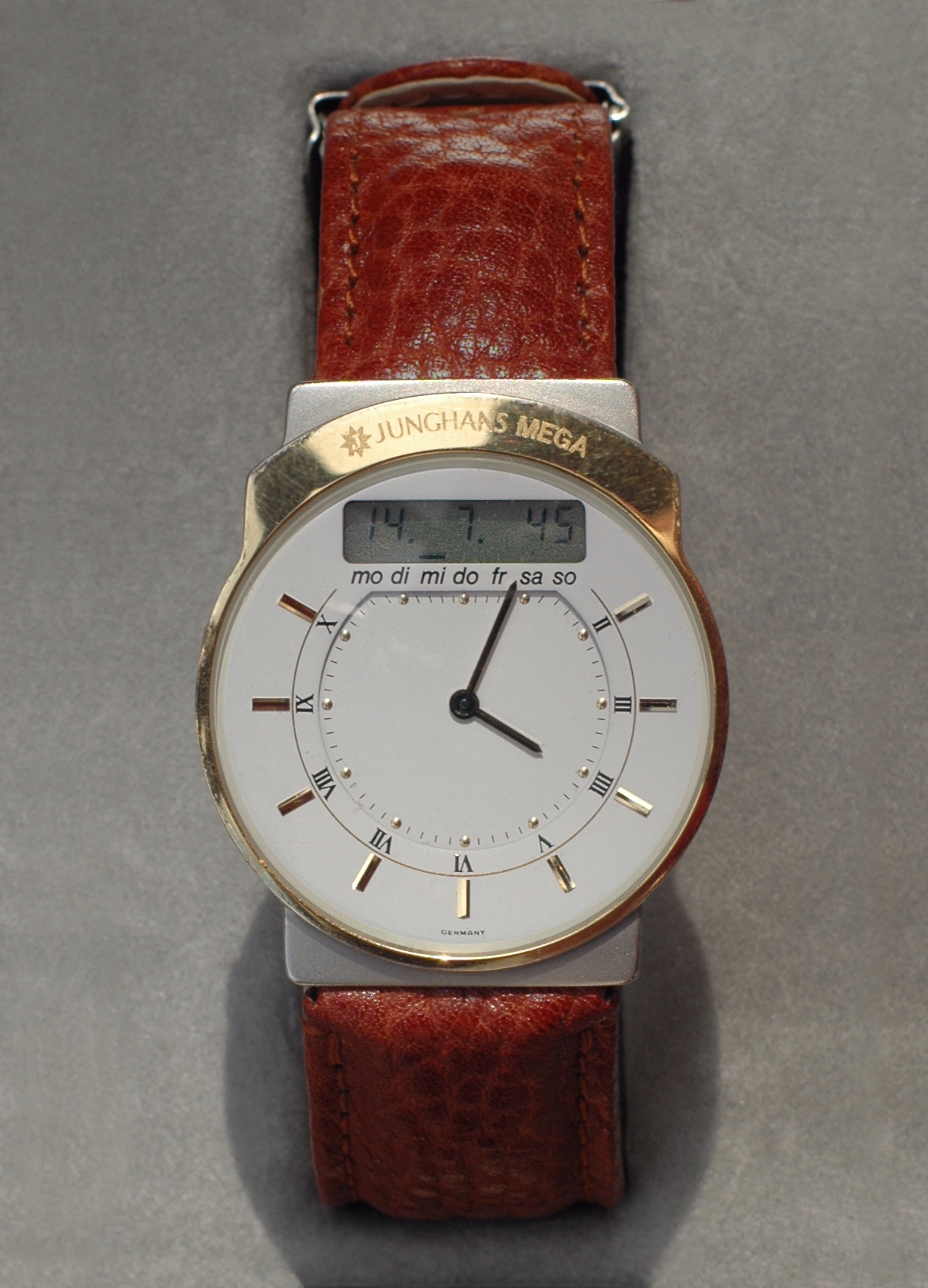
Funkuhr Junghans Mega mit Stabzeigern
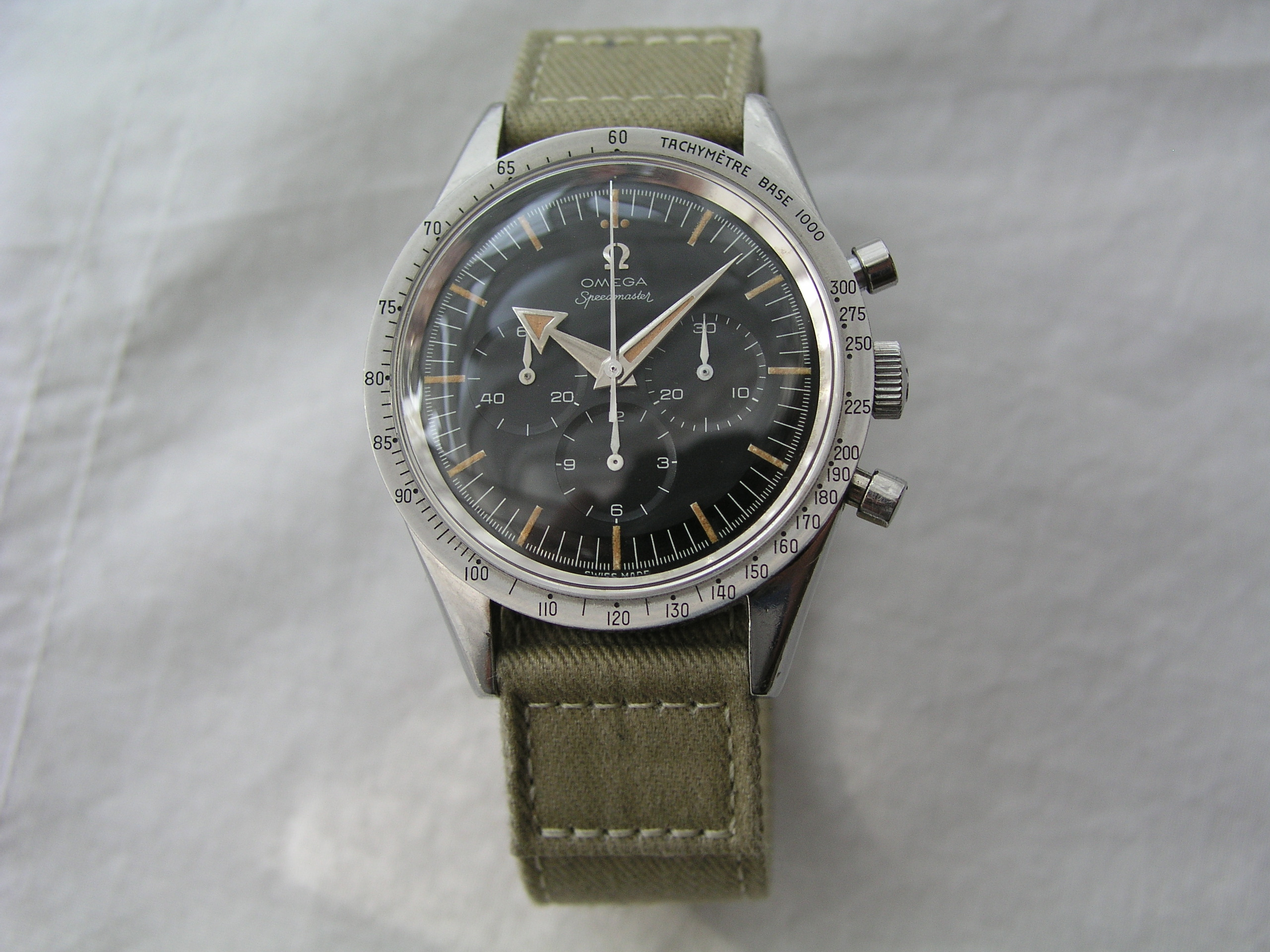
Chronograph mit Pfeil- und Schwertzeigern
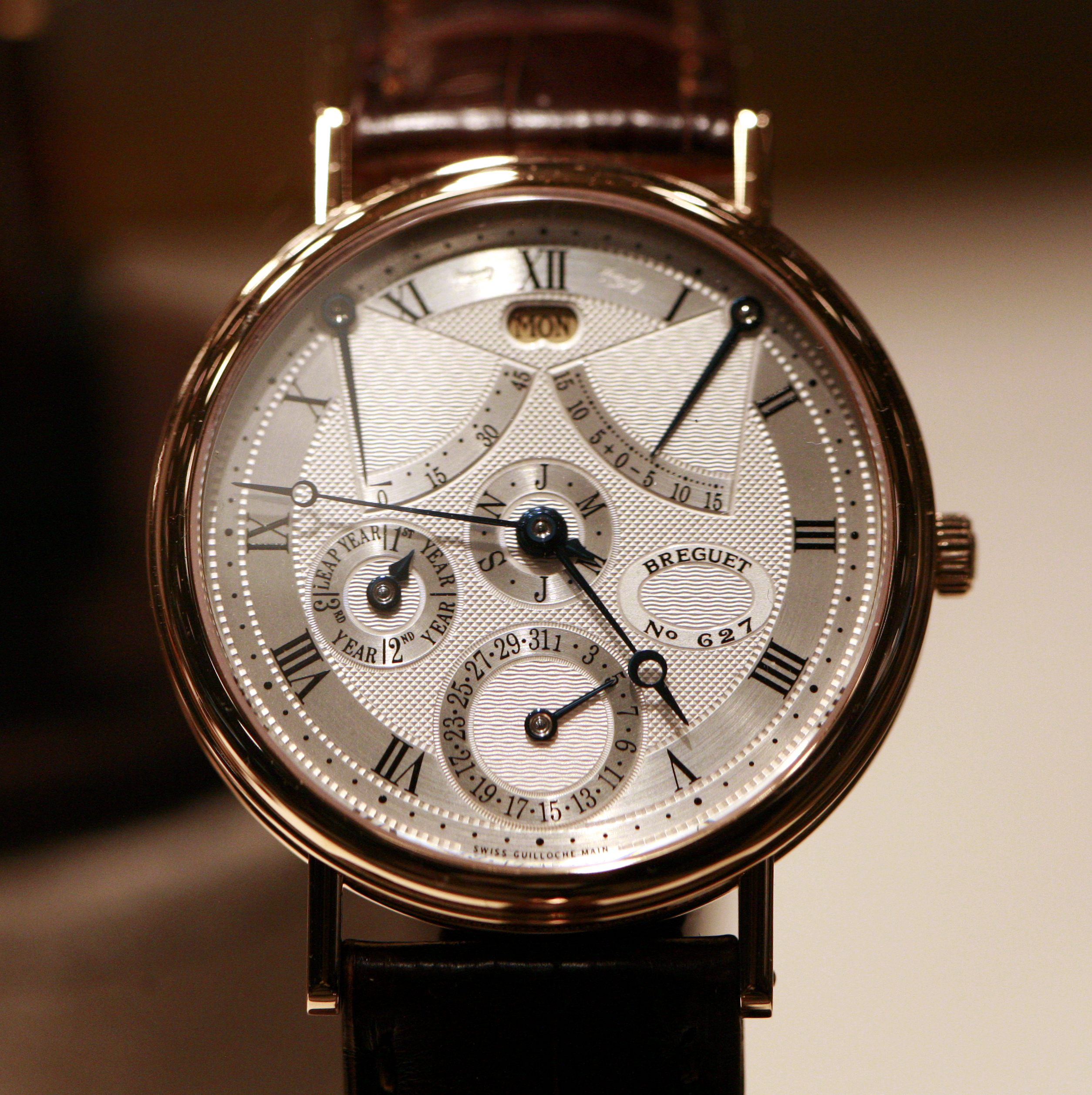
Armbanduhr mit Breguetzeigern
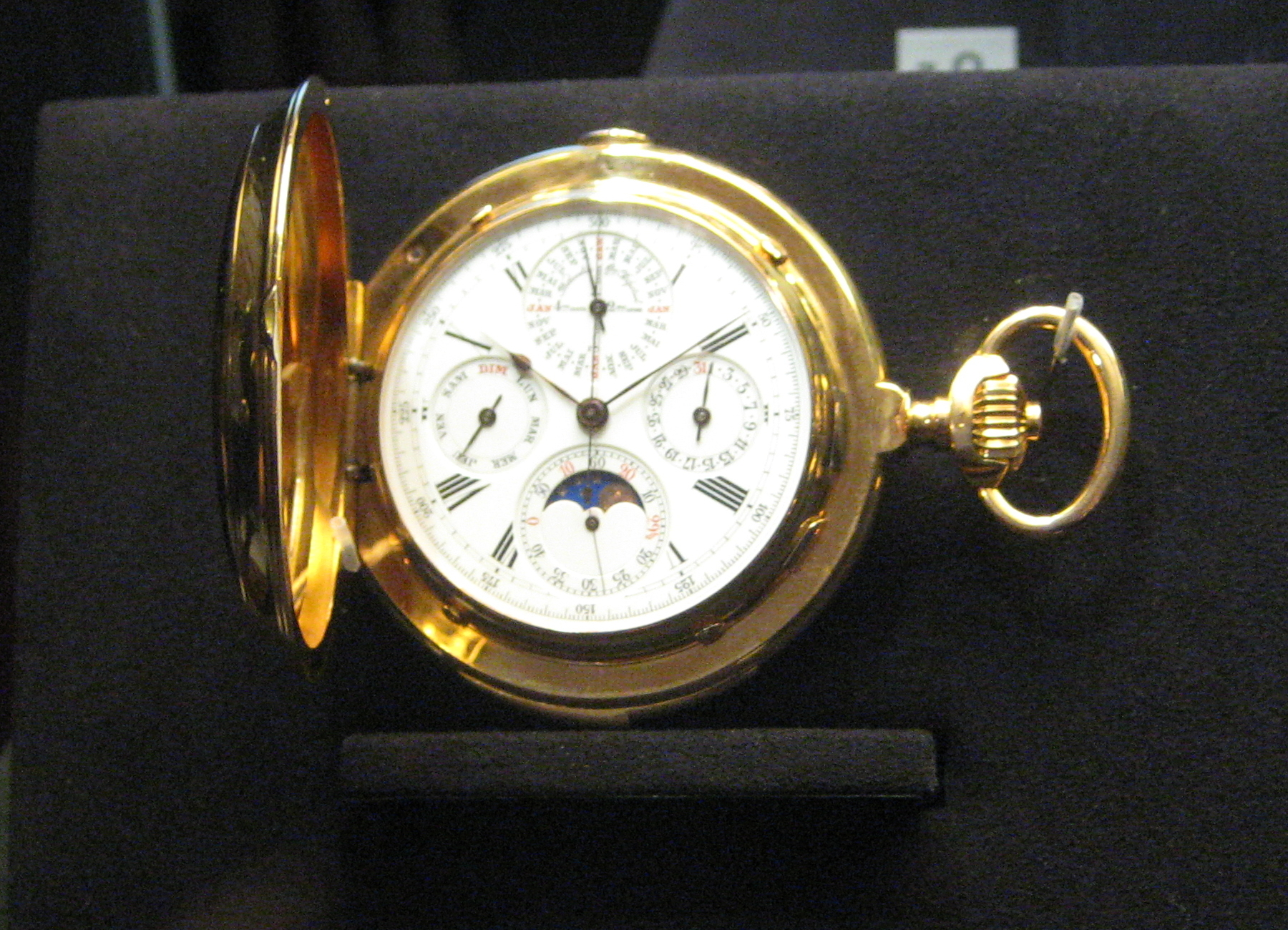
Taschenuhr mit Spaten- und Stabzeigern
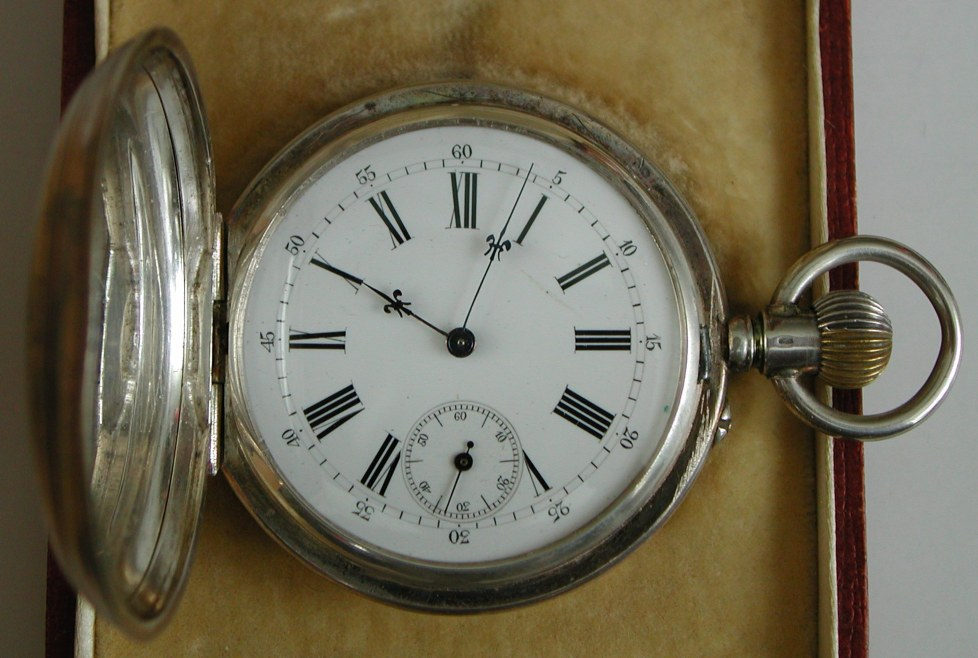
Taschenuhr mit Lilienzeigern

## Kuriosa

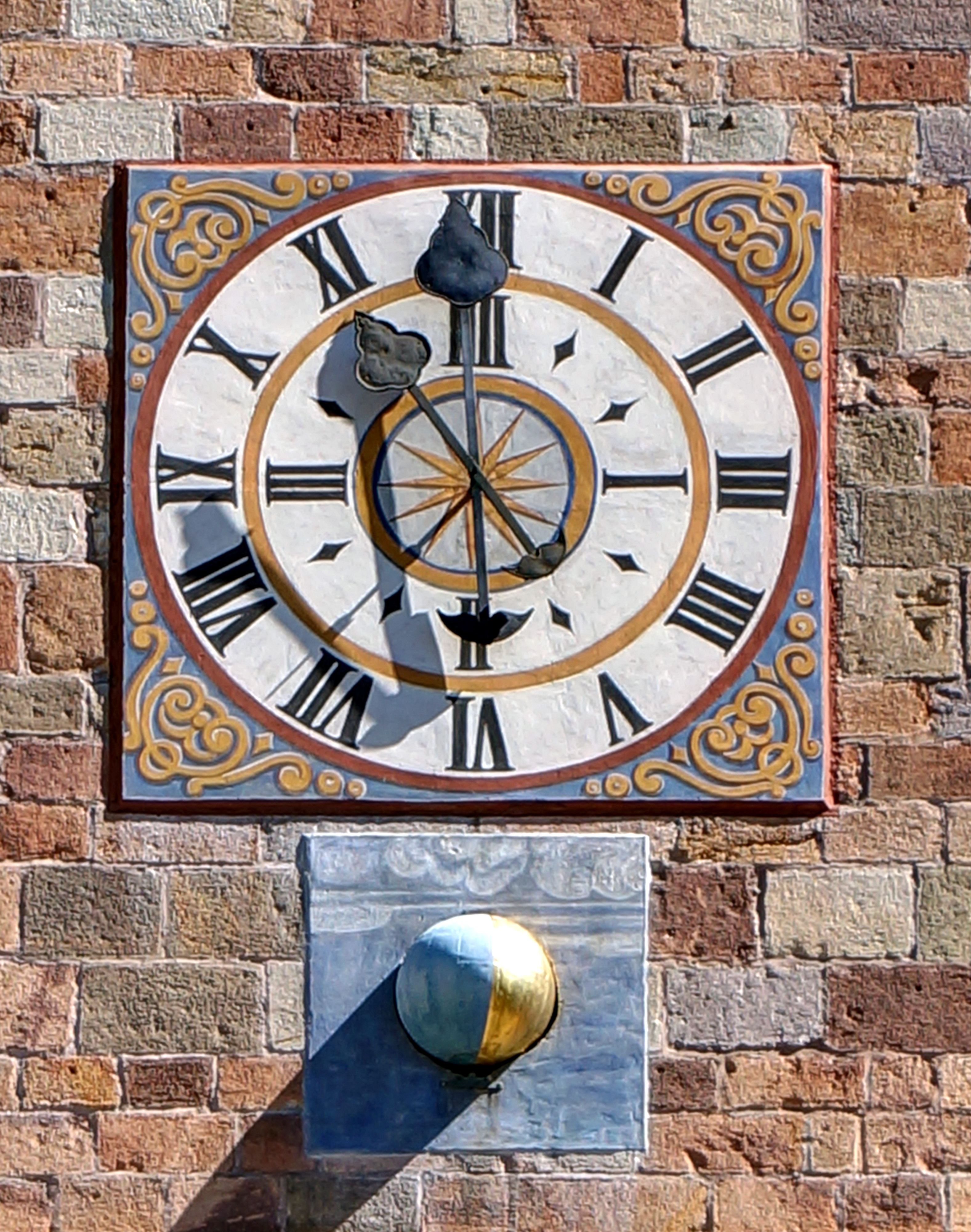
„Vertauschte“ Zeiger; es ist 11:55 Uhr in Terlan

Die Kirchturmuhr der Pfarrkirche Maria Himmelfahrt in der Südtiroler Gemeinde Terlan zeigt, anders als heute üblich, mit dem kurzen Uhrzeiger die Minuten und mit dem langen Zeiger die Stunde an. Das gleiche Phänomen tritt beim Grazer Uhrturm sowie bei jenem im sechsten Burghof der Burg zu Burghausen auf. Auch am Rathaus Pirna hat die Uhr an der Ostseite noch ein Renaissancezifferblatt, bei dem der lange Zeiger die Stunden und der kurze Zeiger die Minuten anzeigt. Die barocke Uhr über Orgel im schwäbischen Kloster Irsee hat ebenfalls einen Stundenzeiger, der länger als der Minutenzeiger ist.
Eine aus der Schwarzwälder Uhrentradition hervorgegangene kuriose Variante des Zeitanzeigers ist der Knödelfresser.